# Adnan Gušo
Adnan Gušo (* 30. November 1975 in Sarajevo) ist ein ehemaliger bosnischer Fußballtorwart.

## Karriere
Gušos Profikarriere begann im Jahre 2000 beim bosnischen Verein FK Željezničar Sarajevo, als Trainer Nenad Starovlah ihn zum Probetraining bat und als Stammtorhüter engagierte. Er spielte zwei Saisons beim FC Željezničar und bekam daraufhin im Jahre 2001 ein Angebot vom russischen Spartak Moskau.
Bei Spartak konnte er sich nicht als Stammtorwart durchsetzen und verbrachte somit zehn Monate, in denen er unter Vertrag stand lediglich als zweiter Torwart. Daraufhin wechselte Adnan Gušo in die rumänische Liga, wo er von 2002 bis Mitte 2005 bei Universitatea Craiova spielte. Die nächsten Zwischenstationen waren Dinamo Bukarest und FC Argeș Pitești, wo er aber jeweils nur eine Saison verbrachte. Schließlich kam Gušo dann zu Pandurii Târgu Jiu und unterschrieb einen Vertrag bis Juni 2008, wechselte jedoch bereits im Januar 2008 zu Olympiakos Nikosia nach Zypern, von wo er zwei Monate später im März 2008 in seine Heimat zu FK Željezničar Sarajevo zurückkehrte. Im Sommer 2012 beendete er dort seine Laufbahn.

## Nationalmannschaft
Obwohl Adnan Gušo bereits in den frühen Jahren seiner Karriere einer der besten Torhüter Bosnien und Herzegowinas war, stand er nicht einmal auf der Wunschliste des Nationalteams. Deren „Wunschtorwart“ war Kenan Hasagić, der damals beim FK Željezničar Sarajevo gespielt hat. Erst als es zum Boykott einiger Spieler kam, unter denen sich auch Hasagić befand und der ehemalige Trainer Slišković durch Fuad Muzurović ersetzt wurde, holte dieser sich Adnan Gušo und stellte ihn gleich als Stammkeeper auf. Er absolvierte allerdings nur 8 Spiele für Bosnien und Herzegowina und befand sich nach einem erneuten Trainerwechsel nicht einmal in der Nationalmannschaft, sondern musste seinen Posten an den jüngeren Konkurrenten Kenan Hasagić abgeben, der sich neben Asmir Begović erneut den Stammplatz in der Nationalmannschaft erkämpfen konnte.

## Erfolge
- Bosnisch-herzegowinischer Meister: 2010, 2012
- Bosnisch-herzegowinischer Pokalsieger: 2011, 2012